# Psectrocladius spinulosus
Psectrocladius spinulosus är en tvåvingeart som beskrevs av Jean-Jacques Kieffer 1929. Psectrocladius spinulosus ingår i släktet Psectrocladius och familjen fjädermyggor. Inga underarter finns listade i Catalogue of Life.